# Теобромин
Теоброми́н (от лат. Theobroma cacao «какао») — алкалоид пуринового ряда, изомерен теофиллину. Бесцветные кристаллы горького вкуса, нерастворимые в воде. Метилксантиновый психостимулятор.

## История
Впервые выделен А. А. Воскресенским в 1841 году из семян какао, или какао-бобов. Точный состав и гомология с кофеином была установлена в 1847 году Карлом Эдуардом Глассоном из Санкт-Петербурга в докторской диссертации «О составе теобромина и некоторых его соединений», защищённой в Гиссенском университете. Синтетически был получен Германом Фишером в 1882 году алкилированием йодистым метилом свинцовой соли ксантина C5H2PbN4О2.
Кроме какао, где теобромин (1,5 %) содержится вместе с кофеином, он находится также в небольших количествах в орехах кола и в некоторых видах падубовых.

## Свойства
Теобромин представляет собой белый кристаллический порошок слегка горького вкуса, не разлагается на воздухе и при 100 °C; при 250 °C начинает чернеть и при 290—295 °C возгорается; плавится при 329—330 °C. Нерастворим в лигроине, немного растворим в воде (1 ч. при 17 °C в 1600 ч. воды) и ещё менее — в спирте, эфире, бензоле и хлороформе (при 20 °C 100 см³ абсол. спирта растворяют 0,007 г теобромина; эфира — 0,004 г, бензола — 0,0015 г, хлороформа — 0,025 г).
При обработке теобромина хлорной водой или соляной кислотой и хлоратом калия получается метилаллоксан, метилмочевина и метилпарабановая кислота; в последнем случае — вместе с апотеобромином. Хромовая смесь, так же как и крепкая азотная кислота, выделяют из теобромина сначала амалиновую кислоту, а потом — углекислоту, метиламин и метилпарабановую кислоту:
C7H8N4О2 + 3H2 О → СО 2 + 2NH2(CH3) + C4H4N2О4.
При нагревании с крепкой соляной кислотой или с баритовой водой теобромин распадается на углекислоту, аммиак, метиламин, саркозин и муравьиную кислоту:
C7H8N4О2 + 6H2О → 2СО 2 + 2NH3 + NH2(CH3) + C3H7NO2 + CH2О2.
Подвергнутый действию электрического тока, теобромин даёт вещество состава C6H8N2О8 (Rochleder и Hlasiwetz).
Теобромин может быть переведён в кофеин или нагреванием до 100 °C с йодистым метилом, едким калием и спиртом, или осаждением серебряной соли теобромина йодистым метилом.
Для количественного определения теобромина поступают так: 10 г порошка какао кипятят 20 мин. в 120 см³ 5%-й серной кислоты; отфильтрованный раствор разлагают при нагревании избытком фосфорно-молибденового натра и оставляют стоять сутки; потом фильтруют, промывают осадок 5%-й серной кислотой, обрабатывают его баритом, удаляют избыток барита осаждением углекислотой, выпаривают досуха и извлекают хлороформом. В сгущённом хлороформенном растворе находятся теобромин и кофеин. Чтобы выделить теобромин, растворяют полученный твёрдый остаток в воде, содержащей аммиак, и при кипячении осаждают избытком титрованного раствора азотнокислого серебра: при этом осаждается только теоброминовое серебро; избыток взятого азотнокислого серебра определяется в фильтрате посредством роданистого аммония.
Теобромин является слабым основанием; он соединяется и с кислотами, и с основаниями. С кислотами он даёт ряд хорошо кристаллизующихся, но непрочных солей, разлагающихся от кипячения в воде или спирте. Из металлических производных наиболее важно теоброминовое серебро C7H7N4О2Ag, с помощью которого устанавливается связь теобромина с кофеином и ксантином. Оно получается так: аммиачный раствор теобромина осаждают азотнокислым серебром и полученный студенистый осадок растворяют в горячем аммиаке; после удаления аммиака кипячением теоброминовое серебро выпадает в виде зернисто-кристаллического осадка. Натриевая соль теобромина вместе с салициловым натром представляет собой употребительное лекарство — диуретин.

## Применение
В медицине препарат теобромин применяется для лечения бронхолёгочных заболеваний. Также используют двойную соль теобромина с салициловокислым натрием, известную под названием диуретин.
Экспериментальные исследования показали, что теобромин, столь близкий по химическому составу к кофеину, имеет с последним аналогичное действие, вызывая в терапевтических дозах возбуждение сердечной мышцы и увеличивая количество мочи путём раздражения почечного эпителия.
На сегодняшний день теобромин применяется в зубных пастах для обеспечения реминерализации эмали. Он увеличивает твёрдость эмали, что, теоретически, увеличивает устойчивость в отношении кариеса.

## Получение
Для добывания теобромина в чистом виде употребляются либо растёртые семена какао, освобождённые от жира, или спадающая на шоколадных фабриках пыль какао. Какао-массу кипятят с разведённой серной кислотой до тех пор, пока большая часть крахмала не превратится в сахар, затем прибавляют почти до полной нейтрализации углекислую окись свинца, фильтруют и промывают осадок, предварительно удалив сахар брожением; фильтрат сгущают, осевшую бурую массу растворяют в горячей азотной кислоте, осадок свинца отфильтровывается, и теобромин из азотнокислого раствора осаждается аммиаком.

## Отравление теобромином
Количество теобромина в шоколаде слишком мало́ для отравления человека. Чтобы вызвать интоксикацию, его концентрация должна достигнуть минимум 1000 мг на килограмм массы тела. В 100 г молочного шоколада содержится 150—220 мг теобромина. Таким образом, отравление человека массой 80 кг наступит при съедании около 40 кг молочного шоколада.
Но при грейпфрутовой диете возникает риск передозировки из-за замедления его метаболизации.
Однако животные, у которых метаболизация теобромина происходит медленнее, вполне могут отравиться шоколадом. Наиболее частыми жертвами отравления становятся собаки, с возможным летальным исходом (средняя летальная доза для них составляет 300 мг/кг). Кошки (и особенно котята) ещё более чувствительны к теобромину (средняя летальная доза — 200 мг/кг). Известны случаи гибели медведей от приманки охотников.